# Triều đại Yarlung
Triều đại Yarlung, hay còn gọi là Thổ Phồn tiền Đế quốc, là một quốc gia cổ của người Tạng, các vị vua của triều đại này mang nhiều tính thần thoại, do không có đủ bằng chứng xác thực sự tồn tại của họ .
Các truyền thuyết cổ tại Ü-Tsang kể rằng, người Tạng tại thung lũng Yarlung vốn có nguồn gốc từ phía đông tại Kham, sử liệu Thổ Phồn cũng có đề cập đến mối liên hệ giữa người Khương cổ đại và người Tạng, do đó có quan điểm cho rằng người Tạng có cùng nguồn gốc với một tộc người Khương, tiếng Hán gọi là Phát Khương. Theo các truyền thuyết Phật giáo Tây Tạng, người Tạng có nguồn gốc từ sau thị tộc lớn tại vùng lân cận núi Altai, núi Kailash và Thiên Sơn, là hậu duệ của cha khỉ già từ bi và thạch yêu Ma Drag Sinmo.
Nyatri Tsenpo được xem là vị vua đầu tiên của Yarlung, đặt theo tên thủ phủ của họ tại lưu vực sông Yarlung Tsangpo, khoảng 90 km về phía đông nam Lhasa ngày nay . Tương truyền rằng Nyatri Tsenpo là hậu duệ của một sinh vật một chân tên là Theurang, ngón tay của ông có màng và lưỡi lớn tới mức có thể che khuất khuôn mặt. Do ngoại hình kinh hồn này, ông đã bị Bön giáo trục xuất tới Ü-Tsang. Tại đây, ông được đón tiếp như một thực thể đáng sợ và được tôn làm vua vào năm 127 TCN .
Vào đầu thế kỷ thứ 7, thời kỳ vua Namri Songtsen trị vì, Yarlung đã thu phục phần lớn các bộ tộc người Tạng sau khi giành quyền kiểm soát khu vực Lhasa ngày nay và lấn át Tượng Hùng, vươn mình trở thành Đế quốc . Namri Songtsen từng hai lần cử sứ thần tới Nhà Tùy ở Trung Hoa vào những năm 608 và 609, đây là lần đầu tiên người Tạng xuất hiện trong các tài liệu lịch sử , các sử gia nhà Đường gọi đất nước của người Tạng khi ấy là Thổ Phồn.
Năm 618, khi Songtsen Gampo lên ngôi Tán phổ, được xác định là khởi đầu cho giai đoạn Đế quốc của Thổ Phồn.